# Jean Félix
Pour les articles homonymes, voir Félix.
Jean Félix, vigneron, né le 8 décembre 1885 à Agde (Hérault) où il est mort le 31 octobre 1968, est un homme politique français.

## Biographie
Fils d'un jardinier d'Agde, militant socialiste, Jean Félix obtient son baccalauréat en 1901, mais ne poursuit pas ses études et travaille auprès de son père dès ses seize ans.
Militant au sein de la fédération socialiste autonome de l'Hérault, il est très actif dans la presse militante locale, et, du fait du ralliement de la majorité de la section socialiste d'Agde au radicalisme, en 1904, devient de facto le chef de file des socialistes dans sa ville.
Opposé à la candidature de Marcel Cachin à Béziers lors des législatives de 1906, il participe cependant activement à la campagne, infructueuse, de ce dernier.
Plusieurs fois candidat lui-même, à diverses élections, il ne parvient pas à se faire élire, et se consacre à ses fonctions de secrétaire de la fédération SFIO de l'Hérault, qu'il dirige à partir de 1912, mandat qu'il cumule avec celui de secrétaire de la Bourse du travail-union locale des syndicats ouvriers CGT d'Agde.
Mobilisé comme sous-officier d'infanterie en 1914, il est fait prisonnier en mars 1916 et ne revient à la vie civile qu'au début de l'année 1919.
Second sur la liste socialiste menée par Edouard Barthe lors des législatives de 1919, il est élu député, puis maire d'Agde dans la foulée, mandat qu'il conserve à toutes les élections jusqu'à la guerre. Réélu député en 1924, il perd son siège en 1928, mais est élu conseiller général de l'Hérault, dans le canton de Capestang. En 1932, il retrouve le Palais-Bourbon.
Parallèlement, en 1926, il fonde « L'Agathoise », distillerie coopérative d'Agde. En 1937, il fonde la cave coopérative « Les Vignerons d'Agde ». Il milite dans le syndicalisme viticole : administrateur de la Confédération générale des vignerons du Midi, président de la caisse locale du Crédit agricole mutuel.
Redevenu, en 1929, secrétaire de la fédération socialiste, il est, comme Edouard Barthe et Camille Reboul, proche des néo-socialistes et, après la scission de 1933, tente de concilier au niveau départemental les membres du Parti socialiste de France et la SFIO, mais se trouve opposé à Fernand Roucayrol, le nouveau chef de file des socialistes.
Exclu de la SFIO en mars 1934, il ne se représente pas aux cantonales cette même année, et n'adhère au PsdF que l'année suivante. Il devient cependant rapidement secrétaire de la fédération néo-socialiste de l'Hérault. En 1936, il perd son siège de député, battu par Roucayrol, candidat du Front populaire.
En 1938, lors d'une élection municipales partielle à Agde, l'opposition socialiste et radicale remporte les sièges en jeu, ce qui ne remet pas en cause sa majorité au conseil municipal mais l'affaiblit. En octobre, candidat de l'union socialiste républicaine à une sénatoriale partielle, il n'obtient que 19 % des voix, et n'est pas élu.
Maintenu dans ses fonctions de maire par le régime de Vichy, il n'est cependant pas mis en cause à la Libération, aucun acte de collaboration active ne lui étant reproché.
Il adhère alors à l'UDSR, mais abandonne la lutte électorale. En 1960, par hostilité au gaullisme, il rejoint la SFIO, mais sans activité publique majeure.